# Alle Klaver

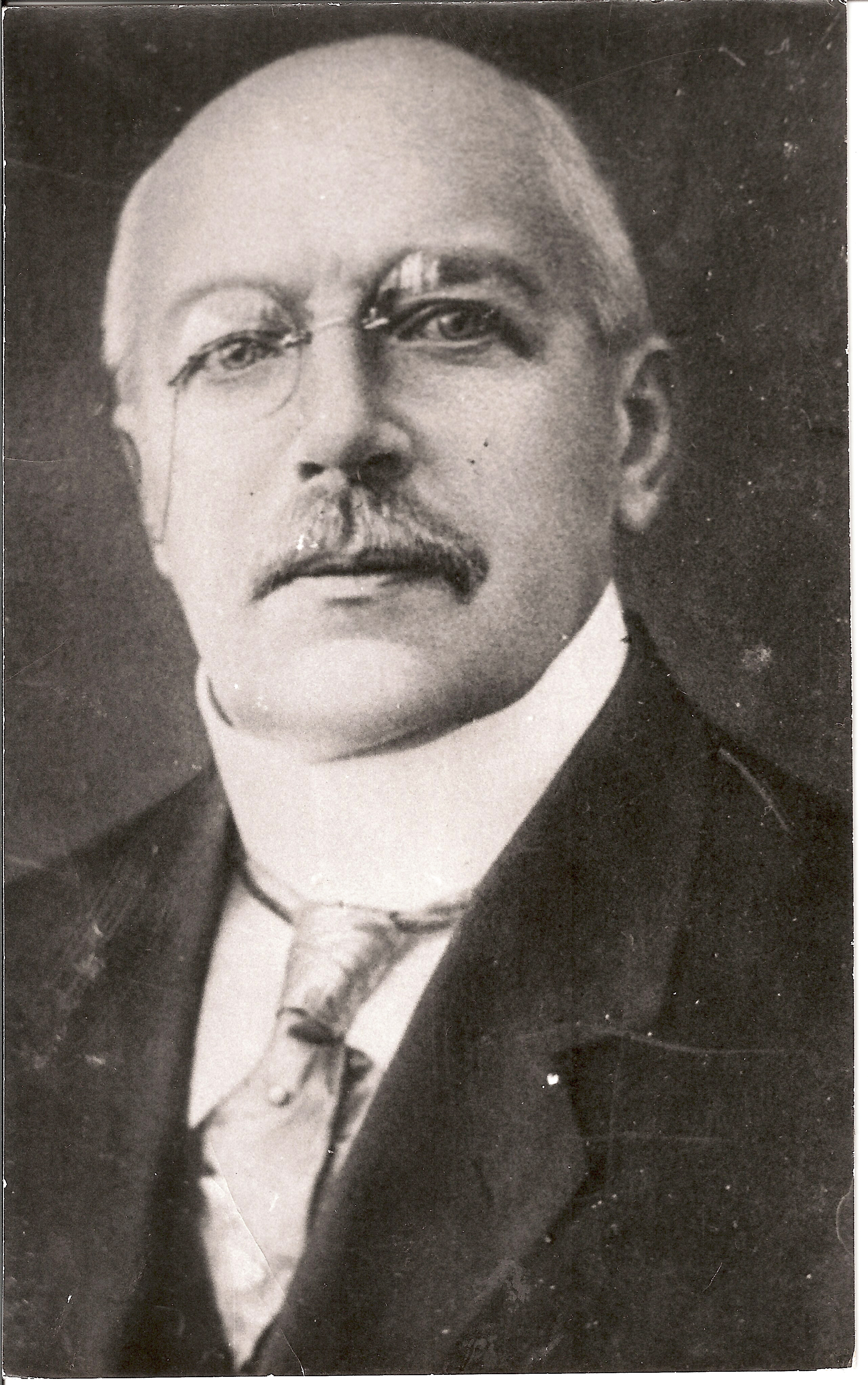

Alle Klaver (Dokkum, 23 oktober 1878 - Doorn, 12 november 1932) was Nederlands remonstrants predikant, voorstander van gelijke rechten voor mannen en vrouwen en pleitbezorger van religieuze verdraagzaamheid. Zijn ouders waren Elisabeth Ozinga en Frans Klaver, groothandelaar in koffie en thee en later ook enige tijd locoburgemeester van Dokkum. Alle Klaver groeide op in een vrijzinnig protestants milieu. Na het Stedelijk Gymnasium te Leeuwarden ging hij theologie studeren aan het Remonstrants Seminarium te Leiden. In 1904 trouwde hij met Christiana Oudshoorn. Hij was van 1905 tot 1907 waarnemend predikant in Hoogeveen. Daarna werd hij beroepen in Oude Wetering, waar hij van 1907 tot 1909 werkte. In 1909 werd hij beroepen in Hoorn, waar hij tot aan zijn dood heeft gewerkt. In 1932 overleed Alle Klaver in een sanatorium te Doorn aan de gevolgen van tbc.

## Werkzaamheden
Alle Klaver ontwikkelde zich in Hoorn als schrijver van gedichten, artikelen en boeken, onder meer over de prostitutieproblematiek, het drankmisbruik en geneeskundig onderzoek vóór het huwelijk. Hij preekte over een grote diversiteit aan onderwerpen: naast Bijbelse thema's ook over literatuur, kunst, politieke en sociale onderwerpen, zijn twijfels en over inspiratiebronnen als Rabindranath Tagore en Krishnamurti. Overal in het land werd hij gevraagd voor lezingen. Hij preekte regelmatig voor de Vrije Gemeente te Amsterdam en hij sprak een aantal keren voor de V.P.R.O.-radio. Van 1909 tot 1916 was hij voorzitter van de Rein Leven Beweging, een idealistische vereniging die zich richtte op de zedelijke verbetering van mens en maatschappij. Deze vereniging streed tegen de prostitutie, verzorgde seksuele voorlichting, stelde de dubbele moraal aan de kaak en streed mee voor gelijke rechten voor mannen en vrouwen. 
Alle Klaver vervulde binnen de vrijmetselarij diverse functies. Hij was onder meer voorzittend meester van loge 'West-Friesland' te Hoorn.

## Betekenis
Alle Klaver keek over de grenzen van zijn eigen religie. In een tijd van toenemende verzuiling en polarisatie sprak hij over het belang van onderlinge religieuze verdraagzaamheid. Zijn voorkeur ging uit naar een levende kerk: geen dogma's, geen vastgelegde geloofsbelijdenis, naast betrokkenheid bij de eigen kerkelijke gemeenschap ook openstaan voor andere religies. Zijn adagium was: het gaat er niet om wát we geloven, maar dát we geloven. 
Hij heeft zich via de Rein Leven-beweging ingezet voor de emancipatie van de vrouw, niet alleen in de maatschappij maar ook binnen de kerk. Zo was hij voorstander van de vrouw in allerlei kerkelijke bestuursfuncties en achtte hij de vrouw geschikt voor het predikambt.

## Publicaties
- De prostitutie. Een inleidende studie tot het vraagstuk (Blaricum 1909)
- De Religieus-Humanitaire Strooming (Baarn 1910)
- Geneeskundig Onderzoek voor het Huwelijk (Hoorn 1910)
- Het Neo-Malthusianisme (Zwolle 1910)
- Harmonische en onharmonische levens (Amsterdam 1913; Zeist 1921)
- De Vrijmetselarij en prof. Bolland (Baarn 1914)
- De sociale zijde van het sexueele vraagstuk (Baarn 1918)
- Rabindranath Tagore. Zijn leven, levenswerk en levenszending (Zeist 1921)
- Humanitaire Droomen en Daden (Hoorn ca. 1925)
- Lessing, Schiller, Heine. Literair-biografische schetsen (Hpprn z.j.)
- Verzen (Maassluis 1916)
- Berusting. Verzen (Huis ter Heide 1928)